# Dakota (Automarke)
Dakota war eine US-amerikanische Automarke.

## Markengeschichte
Die Brüder Alexander und John More betrieben seit Mitte der 1890er Jahre ein Handelsgeschäft in Wimbledon in North Dakota. Sie verkauften landwirtschaftliche Geräte für Landwirte. 1904 kam der Verkauf von  Automobilen von Continental, Demot, Lambert, National, Richmond, Westcott und White dazu. 1910 kam es zu einer Zusammenarbeit mit der De Tamble Motor Company. Eine Quelle gibt an, dass die Brüder die Produktion eines Modells von De Tamble übernahmen. Der Markenname lautete Dakota. Im Februar desselben Jahres wurde ein Fahrzeug auf der ersten Automobilausstellung in North Dakota präsentiert. Im September 1910 endete die Vermarktung.
Insgesamt entstanden 25 Fahrzeuge. In North Dakota wurden davon sieben Fahrzeuge zugelassen. Eine Quelle gibt an, dass damals nicht jeder Käufer sein Fahrzeug auch ordnungsgemäß zugelassen hat.

## Fahrzeuge
Das einzige Modell entsprach weitgehend dem De Tamble Modell B. Anstelle der Luftreifen in 30 Zoll Größe hatten die Fahrzeuge Vollgummireifen in 36 Zoll Größe. Vollgummireifen sollten haltbarer sein. Ein Zweizylindermotor trieb die Fahrzeuge an. Der Neupreis lag mit 675 US-Dollar um 25 Dollar über dem Preis des Originals.
Zum Vergleich: Ein Ford Modell T kostete in dem Jahr in der billigsten Ausführung 650 Dollar.